# Burg Villach
Die Burg Villach wurde im Jahr 1270 erstmals als Bamberger Burg urkundlich genannt. Laut archäologischen Untersuchungen im Jahr 2000 wurde ihr Bau bereits kurz nach der Schenkung Villachs durch Heinrich II. an das Hochstift Bamberg im Jahr 1007 begonnen. Bei der Befestigung der Stadt Villach um 1233 wurde sie weiter ausgebaut und bildete deren nordöstliche Ecke. Sie diente als bambergischer Verwesersitz. Vom ursprünglichen Bau sind noch Reste eines Befestigungsturmes in der Nordostecke der Anlage im Mauerverband vorhanden. – Die Burg steht samt der Burgkapelle unter Denkmalschutz.

## Geschichte und Beschreibung der Burg
Der bestehende Renaissancebau wurde im 16. Jahrhundert auf den Grundmauern des Vorgängergebäudes errichtet und bis ins 17. Jahrhundert mehrmals umgebaut. Das schlichte, dreigeschoßige, vierflügelige Bauwerk hat einen Arkadenhof.

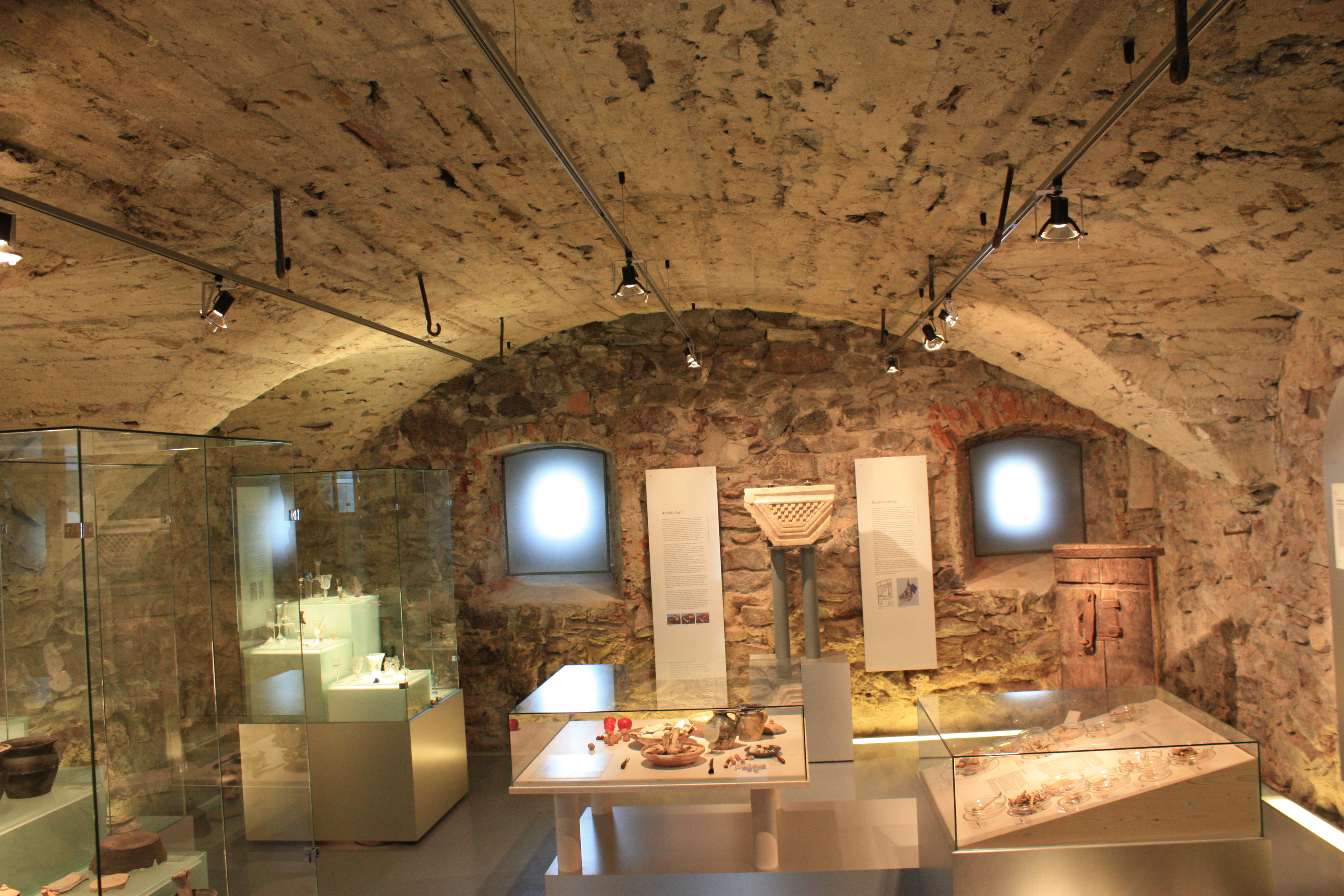
Schauraum

Der dreiflügelige Burgbau war als Wehrbau Verwaltungs- und Verteidigungsgebäude zugleich. Es gab Repräsentations- und Wohnräume der hier stationierten Beamten des Burghauptmannss sowie die Rüstkammer, einen Kornspeicher, einen Trinkwasserbrunnen, eine Latrine und Gefängniszellen. Die Ausgrabungen zeigten auch, was die Anwesenden oder ihre Gäste speisten, u. a. Fleisch von Haus- und Wildtieren (Schildkröten, Bären, Steinböcke), Austern (von der Adria importiert). Vorhanden war darüber hinaus feines Geschirr, Trinkgläser, Kinderspielzeug. Die aufgefundene Tonfigur eines Turnierreiters aus dem 12. Jahrhundert ist einer der ältesten Funde dieser Art in Europa. Der dreiseitige Innenhof der Anlage wird von doppelstöckigen Arkaden durchzogen, die mit einer überdachten Freitreppe verbunden sind. In der dritten Etage gibt es über den Arkaden einen zweiseitigen offenen Umgang.
Wegen der nicht mehr wichtigen Verteidigungsfunktion wurde das Bauensemble nicht weiter gepflegt, es verfiel seit den 1750er Jahren zusehends, auch der Stadtbrand von 1812 führte zu starken Bauschäden. Eigentümer war die Stadt bzw. das Land, welches kein Geld für Renovierung besaß, der Komplex wurde 1832 an die wohlhabende Familie Nagele verkauft. Diese ließ nun alles renovieren und baulich in Ordnung bringen, vermachte die Immobilie jedoch 1914 wieder der Stadt. Alles wurde nun zu Miet-Wohnungen umgebaut.
Bei der genannten Nutzung blieb es seitdem, Burg Villach wird im 21. Jahrhundert weiter als sozialer Wohnbau verwendet. In einem Raum, der von einer Außenstelle des Stadtmuseums Villach betreut wird, werden einige der genannten archäologischen Funde gezeigt.

## Burgkapelle St. Heinrich und Kunigunde
Im Südwesten schließt die Burgkapelle aus dem 14. Jahrhundert an zwei Flügel der Burg an. Sie ist den Heiligen Heinrich und Kunigunde geweiht und gehörte bis 1640 zur Pfarre St. Martin, danach zur Pfarre St. Jakob. Die wahrscheinlich schon 1738 profanierte Kapelle konnte 1980 als Sakralraum wiederhergestellt werden. Nach Abschluss der Restaurierung erfolgte im Oktober 1980 die bischöfliche Segnung, die Burgkapelle dient seither der Altkatholischen Kirche für Gottesdienste. Bei der Renovierung 2003 wurden der Altar und das Heinrich-und-Kunigunde-Fresko erneuert. Weiters ist die Kunigundekapelle 2003 so adaptiert worden, dass neben den Villacher Altkatholiken als Hauptnutzer die Serbisch-Orthodoxe Gemeinde als ökumenischer Mitbenützer auftreten kann. Die Burgkapelle in Villach gehört zum Seelsorgebereich der altkatholischen Pfarrkirche St. Markus in Klagenfurt.
Die Kapelle ist ein einschiffiger Saalbau mit hochrechteckigen Bogenfenstern und einer mehreckigen Apsis. Sie wurde zu Beginn des 21. Jahrhunderts renoviert, wobei der Altar vergrößert und das Fresko der Schutzheiligen erweitert wurden.